# Гарчинский, Стефан Флориан
Стефан Флориан Гарчинский (пол. Stefan Florian Garczyński; 13 октября 1805, Kosmów, Greater Poland Voivodeship, Великопольское воеводство — 20 сентября 1833, Авиньон) — польский патриот, писатель

, поэт-романтик; страстный мессианист.

## Биография
Стефан Гарчинский родился 13 октября 1805 года в Космове в Калишском повяте Великопольского воеводства в родовом имении Гарчинских. Отец — полковник Францишек Гарчинский, мать — Катажина (урождённая Радолинская). С раннего возраста мальчик столкнулся с неблагоприятной судьбой, которая оказала значительное влияние на формирование его творческого характера; в шестилетнем возрасте он потерял отца, а через два года и мать; о нём заботилась сестра его отца, Антонина Фридерикова (урожденная Гарчиньская). Окончив Варшавский лицей продолжил образование в Берлине, где слушал лекции Гегеля. 
Начал писать под влиянием Адама Мицкевича, считавшего его самым глубоким из всех представителей польской романтики; Мицкевича подкупило в его произведениях сходство настроений и основных мотивов поэзии обоих поэтов. Поэма «Waclawa dzieje» («История Вацлава»), проникнутая духом байронизма, не вполне оправдывает оценку Мицкевича, являясь плодом ещё не окрепшего таланта. 
Гораздо значительнее лирические стихи Гарчинского, в особенности «военные сонеты», навеянные впечатлениями Польского восстания 1830—1831 гг., в котором Гарчинский принимал непосредственное участие (служил в Познанском кавалерийском полку); по словам российского литературоведа К. И. Арабажина они «полны глубокого отчаяния, внушаемого ему судьбой польского народа». После подавления Ноябрьского восстания эмигрировал в Дрезден.
Стефан Флориан Гарчинский умер совсем молодым 20 сентября 1833 года в городе Париже от чахотки.
В год смерти поэта во французской столице Адамом Мицкевичем, в память о друге, было издано полное собрание сочинений С. Гарчинского (в двух томах).
Его боевые заслуги перед отечеством были отмечены польским орденом «Военной доблести».